# Per Ulrik Kernell

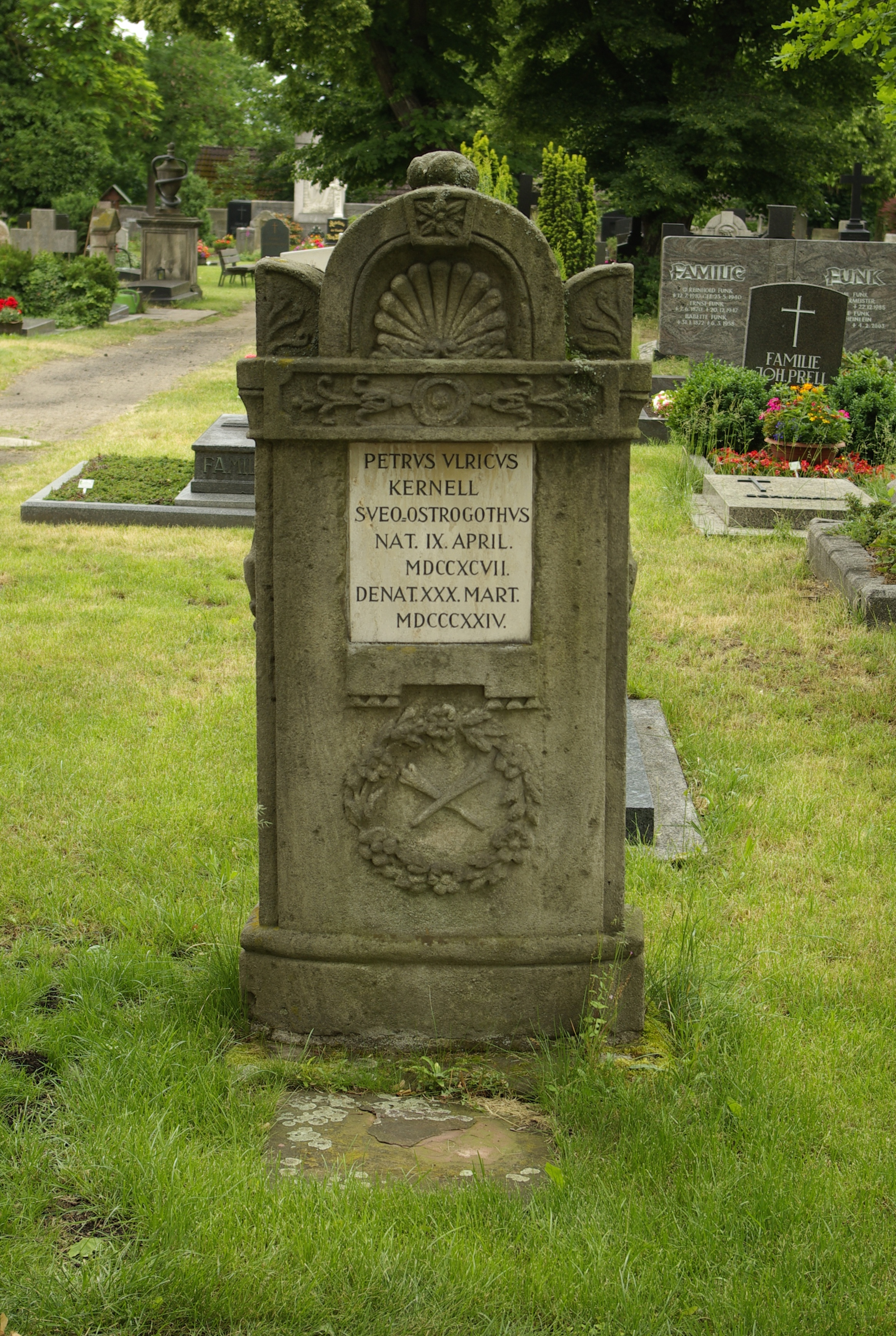
Grav Erlangen Neustädter

Per Ulrik Kernell, född 9 april 1797 i Linköping, död 30 mars 1824 i Erlangen, var en kulturpersonlighet i nyromantikens Uppsala.

## Biografi
Han tillhörde kretsen runt Malla Silfverstolpe och var en uppskattad Bellmansångare. År 1823 drabbades han av lungsot och på läkarens inrådan företog han en resa till södra Europa med Frankrike, Italien och Tyskland som mål. Han kom emellertid att uppehålla sig mest i Erlangen, där han sökte upp filosofen Schelling, som var professor vid stadens universitet. De båda blev goda vänner och snart ådrog sig Kernell också uppmärksamheten från poeten August von Platen. Efter en kurortsvistelse i Bad Ems gick Kernell bort i sviterna av sin lungsot, varvid Platen tillägnade honom en dikt vid hans grav, på Neustädter Friedhof i Erlangen. Efter hans död publicerades en volym med ett urval ur hans brev och dagböcker, "Anteckningar under en resa i det sydliga Europa". Han finns också skildrad i Malla Silfverstolpes memoarer och i August von Platens dagböcker.
Per Ulrik Kernell var son till Per Kernell. Han var kusin med Per Daniel Amadeus Atterbom och Per Adolf Sondén.